# Souleymanou Hamidou
Souleymanou Hamidou (Mokolo, 1973. november 22. –) kameruni válogatott labdarúgó.

## Pályafutása
2000 és 2010 között négy afrikai nemzetek kupáján vett részt. 2000-ben tagja volt a győztes csapatnak. Részt vett a kameruni válogatottal a 2010-es dél-afrikai világbajnokságon. A válogatottban 2000 és 2010 között 25 alkalommal szerepelt.

## Sikerei, díjai
- Kamerun
  - Afrikai nemzetek kupája: 2000